# Pfarr- und Wallfahrtskirche Attersee

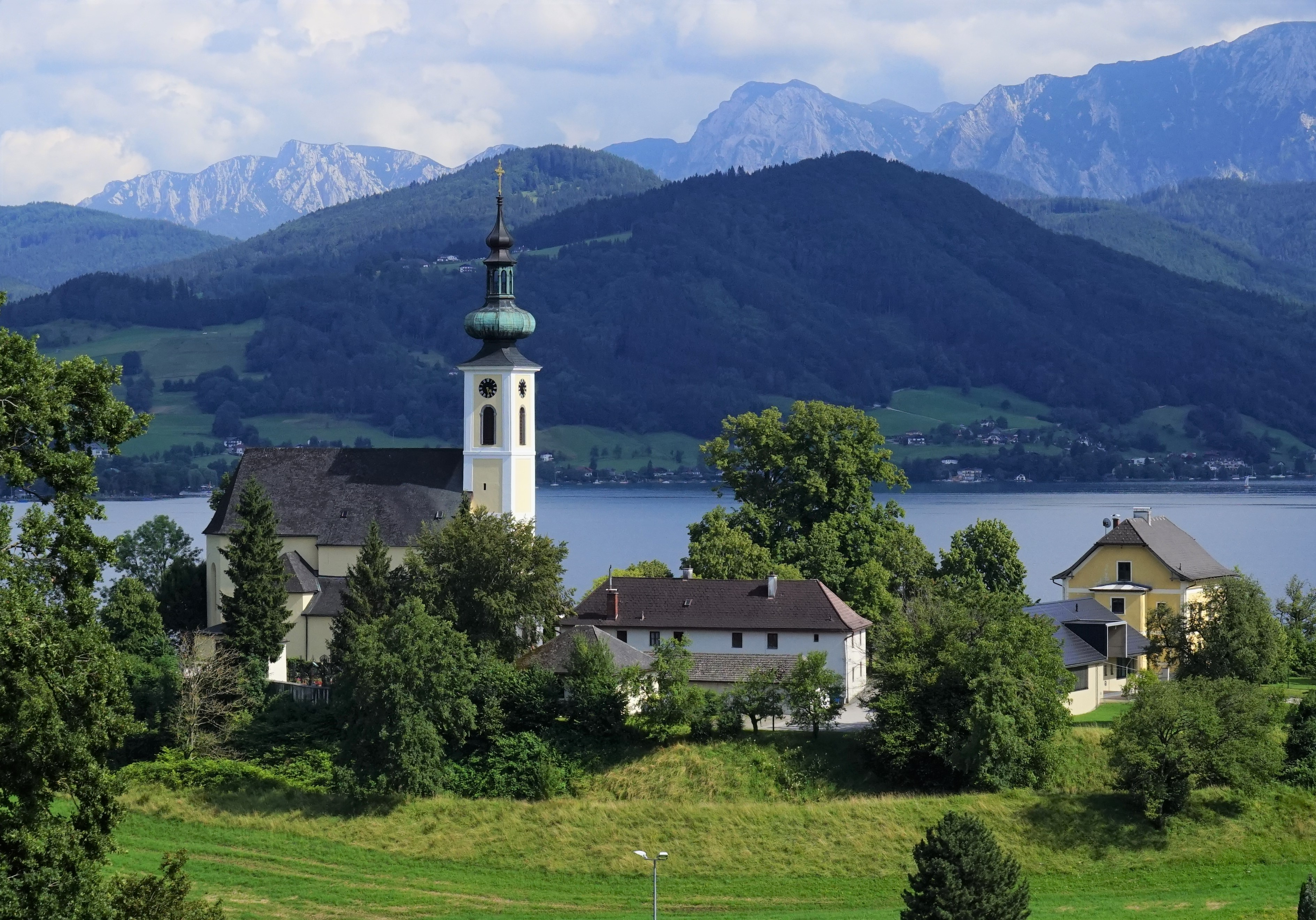
Katholische Pfarr- und Wallfahrtskirche Mariä Himmelfahrt in Attersee am Attersee

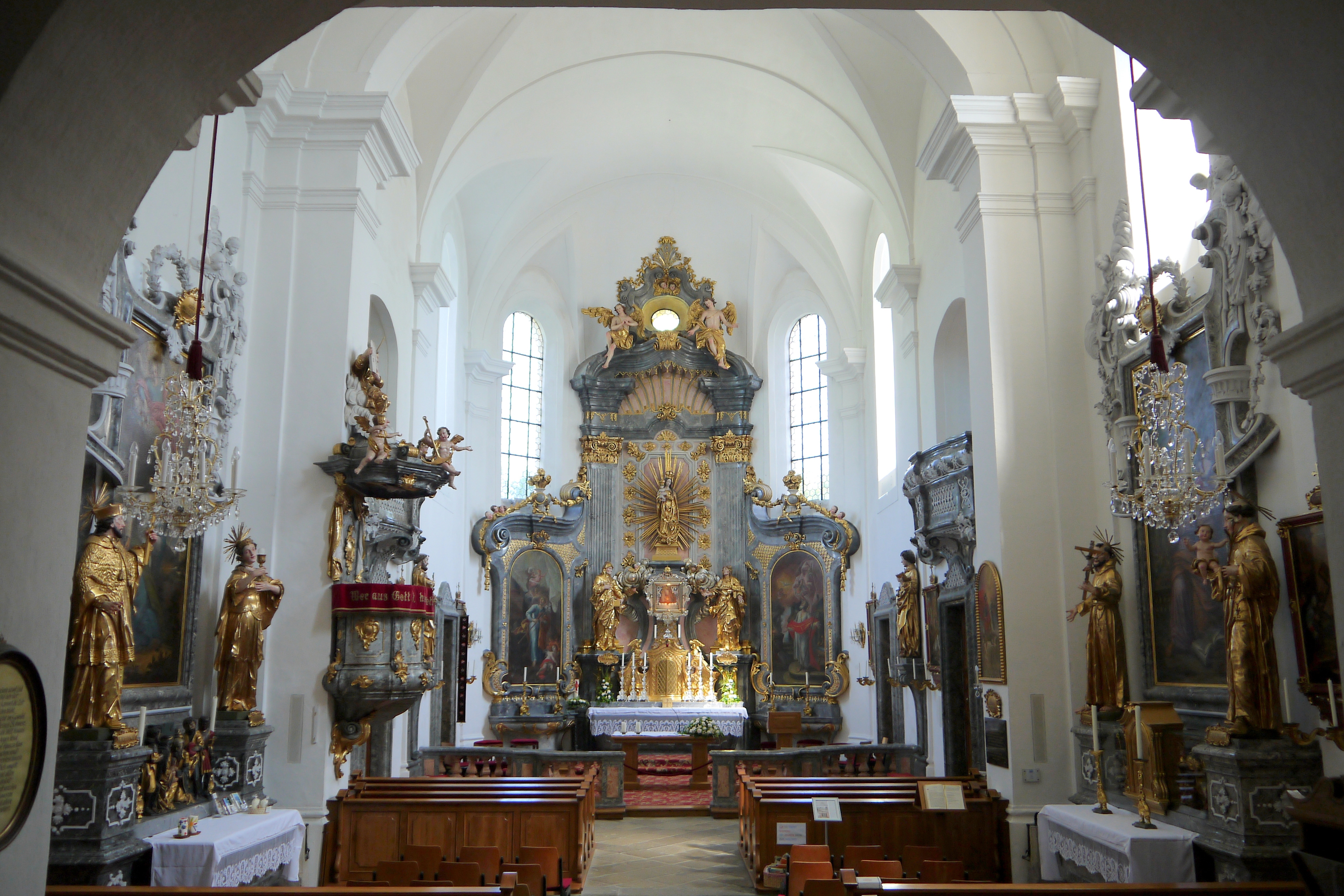
Langhaus, Blick zum Chor

Die Pfarr- und Wallfahrtskirche Attersee, genannt Maria Attersee, mit dem Patrozinium Mariä Himmelfahrt ist eine römisch-katholische Kirche im Dekanat Schörfling der Diözese Linz. Sie steht nordöstlich, hoch über dem Ortszentrum von Attersee am Attersee auf dem historischen Kirchberg und steht unter Denkmalschutz.

## Geschichte
Die Geschichte der Pfarre begann im Jahre 1007, als König Heinrich II. das Herrschaftsgebiet der Atterseer Burg dem neu gegründeten Bistum Bamberg unter Bischof Eberhard I. schenkte. Damals befand sich auf dem Burgberg, dem heutigen Kirchberg die Burg Attersee, das Herrschaftszentrum des Attergaues, in der Bischof Eberhard um 1010 eine Schlosskapelle gründete. Die Bamberger Bischöfe bauten diese Burg zu einer mächtigen, mittelalterlichen Burganlage aus. Im Jahre 1276 wurde Attersee zur Pfarre.
Im Spätmittelalter verfiel die Burg. Auf den Resten der Schlosskapelle entstand im 14. Jahrhundert eine gotische Pfarrkirche. Am 15. August 1652 wurde das Gnadenbild Maria in der Sonne durch den Pfarrer von St. Georgen im Attergau, Anton Balster, nach Attersee übertragen und die Kirche damit zur Wallfahrtskirche.
Zwischen 1721 und 1728 erfolgte auf Veranlassung des Patronatsherrn Franz Ferdinand Anton Graf Khevenhüller der vollständige Umbau der gotischen in eine barocke Kirche durch Baumeister Jakob Pawanger. Bei diesem Umbau wurden das gotische Gewölbe durch ein Barockgewölbe ersetzt und die großen seitlichen Anbauten und der mächtige Kirchturm mit einem barocken Zwiebelhelm errichtet.
Bis zum Jahr 1813 war die Kirche nur Wallfahrtskirche, ehe sie auch Pfarrkirche wurde. Pfarrkirche von Attersee war bis 1813 die Martinskirche, heute evangelische Pfarrkirche, die sich südöstlich der heutigen katholischen Pfarrkirche im bebauten Ortsgebiet befindet.
Im Jahr 1910 wurde aus besonderer Verehrung für die Himmelskönigin von der Patronatsfrau Theodora Gräfin Kottulinsky, geborene Freiin Mayr–Melnhof, eine Restaurierung der Kirche veranlasst. Im Jahre 1957 erfolgte eine Restaurierung des Innenraumes.

## Architektur

### Außen
Maria Attersee ist eine Saalkirche. Das Langhaus hat eine schlichte Fassade und ist mit einem Satteldach gedeckt. Zu beiden Seiten befinden sich unterschiedlich hohe Anbauten, der Obergaden hat hohe, schlanke Rundbogenfenster. Der langgestreckte Chor im Osten ist leicht eingezogen.
Im Westen ist ein schlanker Turm mit barockem Zwiebelhelm aus dem Jahr 1727 vor die Fassade gebaut. Die Turmfassade ist durch Ecklisenen, Kordongesimse und Putzbänder in drei vertikale Abschnitte gegliedert und hat in den unteren beiden Abschnitten kleine Schlitzfenster. Das Schallgeschoß hat faschengerahmte Rundbogenfenster mit darüber liegenden Turmuhren.
Zu beiden Seiten und an der Westseite des Turmes sind Vorhallen mit putzbandgegliederten Fassaden angebaut, über die das Turmerdgeschoß erschlossen wird. Von diesem führen Stufen in das tiefer liegende Langhaus.

### Innen
Das dreijochige Langhaus wird von einer Flachtonne mit Stichkappen überwölbt. Der zweijochige Chor mit seitlichen Oratorien endet in einem Dreiachtelschluss mit Rundbogenfenstern.
Vom nördlichen Seiteneingang im Turmvorbau führt eine zweiläufige Treppe zur Empore und den Oratorien.
Die offene Empore über einer von Pfeilern getragenen Arkade hat eine im mittleren Bereich vorkragende, barocke Brüstung.

## Einrichtung
Der spätbarocke Hochaltar aus Stuckmarmor wurde nach einem Entwurf von Joseph Mathias Götz aus Sankt Nikola (Passau) von Georg Paumeister zwischen 1738 und 1739 ausgeführt. Über dem Tabernakel befindet sich in einem Rokoko–Silberrahmen das auf Stoff gemalte Gnadenbild Maria in der Sonne, flankiert von zwei Statuen der Heiligen Anna und Elisabeth von Joseph Mathias Götz.
Der Altar wird seitlich von zwei barocken Gemälden abgeschlossen, die den heiligen Josef (links) mit altem Zimmermannswerkzeug zu seinen Füßen und den Priester Zacharias (rechts) bei der Offenbarung der Geburt des Johannes im Tempel zeigen. Oberhalb des Gnadenbildes ist eine gotische Statue „Maria mit Jesuskind“ vom Anfang des 16. Jahrhunderts in barocker Überarbeitung aus dem 18. Jahrhundert, vermutlich ein Rest des früheren, gotischen Hochaltares.
Das Altarretabel wird von einem mit Engeln besetzten Volutengiebel mit Okulus abgeschlossen.
An der Stelle auf dem Hochaltar, an der sich heute die Marienstatue befindet, war bis zur Kirchenrestaurierung im Jahre 1910 das Altarbild mit der barocken Darstellung der Dreifaltigkeit, das 1896 übermalt und 2002 restauriert wurde. Dieses mit „F.X. Gürter 1787“ signierte Altarbild befindet sich nun hinten, an der rechten Wand des Hauptschiffes unter dem Fenster.
Der vom Atterseer Tischlermeister Robert Kollross angefertigte Volksaltar fügt sich harmonisch in das Ambiente der übrigen Ausstattung des Kirchenraumes ein.
An den Seitenwänden oberhalb der Kommunionbank stehen zwei fast lebensgroße Konsolstatuen vom Ende des 15. Jahrhunderts. Eine stellt den heiligen Petrus (Kirchenpatron von Bamberg) mit dem Himmelsschlüssel als Attribut und die andere den heiligen Stephanus (Kirchenpatron von Passau) mit Steinen in der rechten Hand dar, die seine Steinigung symbolisieren. Die beiden Statuen weisen auf die historische Bindung der Pfarre zu Bamberg und Passau hin und sind Bestandteile des früheren, gotischen Hochaltares.
Auf dem Schalldeckel der Rokoko-Kanzel von Joseph Mathias Götz aus der Zeit von 1738/39 thront Moses mit den Gesetzestafeln. Er ist von drei zierlichen Engelputten umgeben, welche die drei göttlichen Tugenden Glaube, Hoffnung und Liebe symbolisieren.
Gegenüber der Kanzel hängt ein Gemälde des heiligen Martin, des Kirchenpatrons der ehemaligen Pfarrkirche. Diese ist jetzt Pfarrkirche der evangelischen Gemeinde des Attergaues.
Die beiden Seitenaltäre stammen aus dem zweiten Viertel des 18. Jahrhunderts. Das von Barockstatuen der Heiligen Johannes Nepomuk und Barbara flankierte Altarblatt des linken Seitenaltars zeigt die heilige Maria Magdalena. Ein Hochrelief vom Ende des 15. Jahrhunderts und Bestandteil des früheren, gotischen Hochaltares stellt die Anbetung der Weisen aus dem Morgenlande dar. Es wurde im Jahre 1956 restauriert und durch ein hochwertiges Duplikat ersetzt.
Auf dem Altarblatt des rechten Seitenaltars ist der heilige Judas Thaddäus flankiert von Barockstatuen der Heiligen Franziskus und Antonius dargestellt. Zu beiden Seiten des kleinen Tabernakels befanden sich Statuetten der drei lateinischen Kirchenlehrer Ambrosius, Augustinus und Hieronymus von Meinrad Guggenbichler aus der Zeit um 1700. Nach dem Diebstahl der Statuette des Augustinus – die Statuette konnte wieder sichergestellt werden – sind die Statuetten unter einem gesicherten Glassturz aufgestellt.
Die im Jahre 2002 restaurierten, barocken Kreuzwegbilder vervollständigen die Ausstattung des Kirchenraumes.
Ein Marienaltar mit Brustbildern der Vierzehn Nothelfer aus dem zweiten Drittel des 18. Jahrhunderts, das Grabmal des im Jahre 1671 verstorbenen Pfarrers Anton Balster und seine Büste befinden sich im linken Seitengang.
Im rechten Seitengang sind ein Rokoko–Altar im Stil eines „Heiligen Grabes“, der Taufbrunnen und ein großes Votivbild „Maria mit der Axt“.

### Orgel
Die 1874 von Carl Reppe in Ried im Innkreis erbaute Orgel mit einzelnen Teilen aus dem 17. Jahrhundert hat ein einfaches neugotisches Gehäuse und ist das einzige historische Instrument rund um den Attersee […] Das weiß gefasste Prospekt wird durch Pilaster in drei rechteckige Flachfelder mit jeweils neun Pfeifen gegliedert. Nach oben haben die Felder durchbrochenes, vergoldetes Schleierwerk und ein profiliertes Gesims als Gehäuseabschluss. Das mittlere Pfeifenfeld ist überhöht und wird von einem flachrunden Bogen mit einer vergoldeten Girlande bekrönt. Im Jahre 2013 wurde das Instrument von der Firma Orgelbau Kuhn AG restauriert. Die Disposition des gewachsenen Zustands und die historische Substanz blieben erhalten, während die technische Anlage durch reversible Maßnahmen verbessert wurde. Am 27. Juli 2014 folgte die Neueinweihung der Orgel. Das Instrument verfügt über zehn Register, die auf einem Manual und Pedal verteilt sind.
| I Manual C–c3 |    |
| Prinzipal     | 8′ |
| Dolce         | 8′ |
| Gedackt       | 8′ |
| Oktav         | 4′ |
| Flöte         | 4′ |
| Oktav         | 2′ |
| Mixtur III    | 2′ |

| Pedal C–f1 |     |
| Subbass    | 16′ |
| Oktavbass  | 8′  |
| Choralbass | 4′  |

- Koppeln: I/P

## Grabdenkmäler
- In der Kirchenvorhalle befindet sich das Kriegerdenkmal der Gemeinde Attersee für die Gefallenen der beiden Weltkriege. Es zeigt Christus, der den vor ihm knienden Soldaten den Weg zum Himmel weist.